# Ornithoptera alexandrae
Ornithoptera alexandrae – gatunek motyla z rodziny paziowatych (Papilionidae), największy dzienny motyl świata. Jego rozpiętość skrzydeł wynosi 17–28 cm. Jest niezwykle rzadko spotykanym endemitem Nowej Gwinei. Obszar występowania obejmuje głównie południowy wschód tej wyspy i ograniczony jest od zachodu Górami Owena Stanleya.
Jest uznawany za jednego z najpiękniejszych motyli na świecie. W 1966 roku rząd Papui-Nowej Gwinei zakazał handlu tym gatunkiem, mimo to kłusownicy wciąż stanowią dla niego poważne zagrożenie. Na czarnym rynku cena za jeden okaz to kilka tysięcy dolarów.

## Charakterystyka
U gatunku tego widać wyraźny dymorfizm płciowy. Samice są większe od samców, a brunatne ubarwienie ich skrzydeł z czarnymi żyłkami czyni je trudnymi do odróżnienia od pokrewnych gatunków. Jedyną cechą diagnostyczną dla tej płci jest maleńka, biała plamka na tylnym skrzydle. Samce są znacznie mniejsze i łatwiejsze do odróżnienia dzięki charakterystycznemu wzorowi i metalicznemu ubarwieniu wierzchniej strony skrzydeł, a także złocistożółtej barwie z czarnymi żyłkami i zielonymi cieniami na spodniej stronie tylnych skrzydeł. U obu płci odwłok jest jasny, u samca nieco bardziej jaskrawy i świadczy o właściwościach trujących.
Gąsienica Ornithoptera alexandrae jest praktycznie cała czarna. Jedynymi elementami o innej barwie są: białe siodło w środkowym odcinku ciała oraz jaskrawoczerwone, mięsiste, spiczaste wyrostki na całym ciele. Jak wszystkie larwy paziowatych, na pierwszym segmencie tułowia posiada osmaterium – organ w kształcie rożków, który w razie niebezpieczeństwa produkuje lotną, terpenową substancję o zapachu ananasa.

## Ekologia
Larwy tego gatunku są monofagiczne, żerują na roślinach z rodzaju kokornak (Aristolochia), głównie na Aristolochia schlechteri. Motyl składa zawsze tylko jedno jajo na liściu (na jego spodniej stronie). Po 11–13 dniach wykluwa się gąsienica, która pożera niemal cały liść, rosnąc przy tym bardzo szybko. Rośliny, którymi się żywi, mają trujące właściwości dla potencjalnych drapieżników, ale nie dla samej gąsienicy, co podnosi jej bezpieczeństwo. Po 6 linieniach larwa zmienia się w poczwarkę. Metamorfoza zachodzi po 40–45 dniach. Imagines żywią się nektarem tych samych roślin, na których żerują gąsienice.